# Carretera de Nebraska 105
La Carretera de Nebraska 105, y abreviada NE 105 (en inglés: Nebraska Highway 105) es una carretera estatal estadounidense ubicada en el estado de Nebraska. La carretera inicia en el Sur desde la NE 8  sur de Humboldt hacia el Norte en la NE 67  oeste de Brock. La carretera tiene una longitud de 52,9 km (32.86 mi).

## Mantenimiento
Al igual que las autopistas interestatales, y las rutas federales y el resto de carreteras estatales, la Carretera de Nebraska 105 es administrada y mantenida por el Departamento de Carreteras de Nebraska por sus siglas en inglés NDOR.

## Cruces
La Carretera de Nebraska 105 es atravesada principalmente por la  NE 4  en Humboldt
 US 136  sur de Johnson.